# 元帅
元帅：

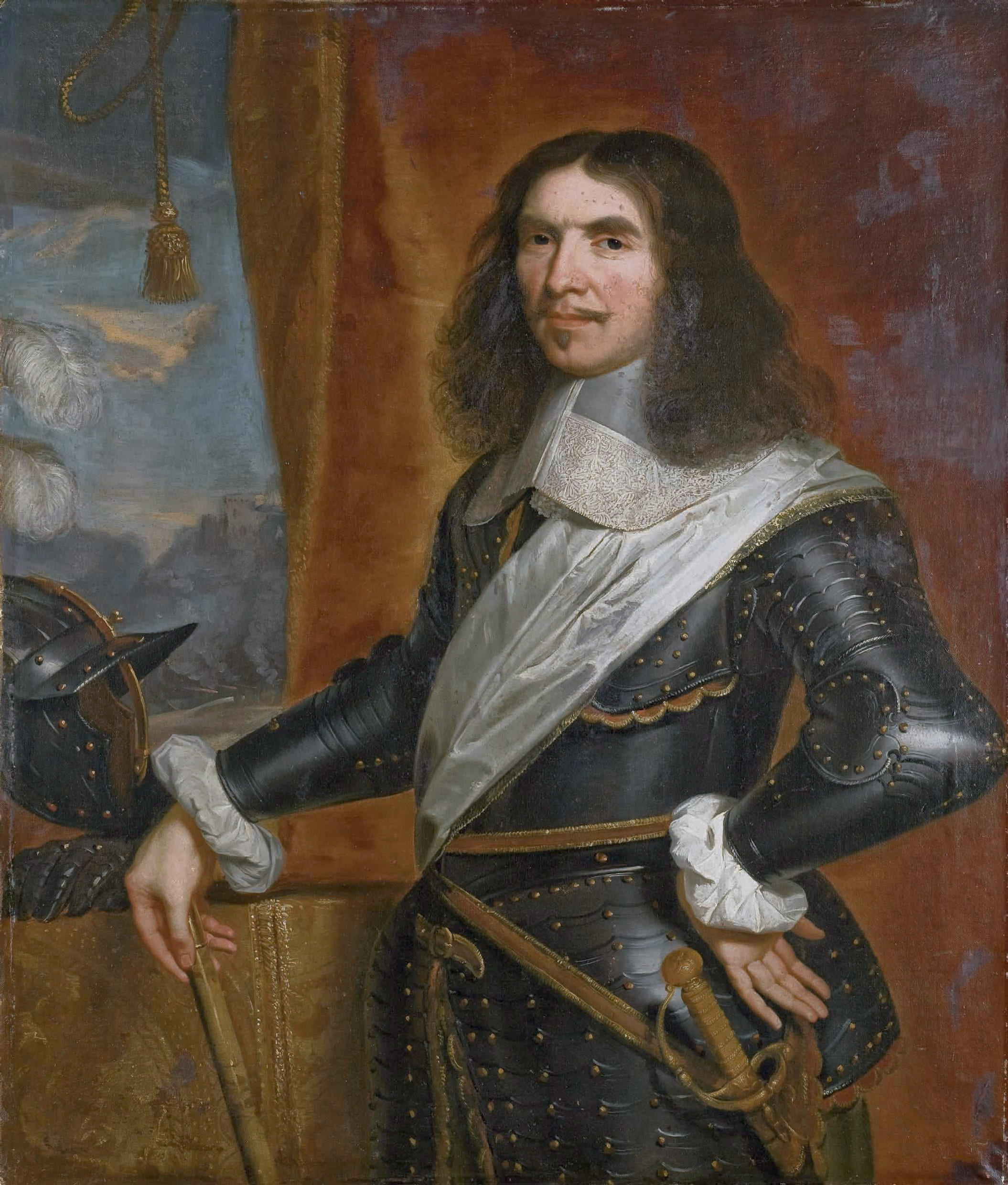
手持元帥權杖的法國元帥蒂雷納子爵

- 階級：英語：，是军衔体系中的最高等次，通常仅在战争期间授予。對應北約軍銜等級為OF-10，美軍則是五星上將。
- 職稱：中國傳統上對於軍隊領導者的稱呼，之後成為官職。

## 中國
在中國，元帥一詞最早出現在公元前633年的春秋時期。

### 春秋時期
根據《春秋左氏傳·僖公二十七年》（前633年）所載：『冬，楚子及諸侯圍宋，宋公孫固如晉告急。先軫曰：「報施救患，取威定霸，於是乎在矣。」狐偃曰：「楚始得曹，而新昏於衛，若伐曹、衛，楚必救之，則齊、宋免矣。」於是乎蒐於被廬，作三軍，謀元帥。』。即晉文公的“謀元帥”（即考慮中軍主帥人選），郤縠获任命为元帅，但是，當時元帥一詞只是表示對“將帥之長”的稱呼，還不是官職名稱。

### 三國時期
於漢中之戰時，魏國大將夏侯淵戰死，根據《三國志·張郃傳》記載：『當是時，新失元帥，恐為備所乘，三軍皆失色。淵司馬郭淮乃令眾曰：「張將軍，國家名將，劉備所憚；今日事急，非張將軍不能安也。」遂推郃為軍主。』，夏侯淵於建安二十年（215）被拜為征西將軍，守漢中，可見夏侯淵的職位並不是元帥，同上，元帥一詞只是表示對“將帥之長”的稱呼(漢中之戰時夏侯淵為主將)。

### 南北朝時期
從南北朝（420年—589年）起，元帥逐漸成為戰時統軍征戰的官職名稱，如北周宣政元年（公元578年），宣帝宇文邕任命其叔父宇文盛和宇文招為“行軍元帥”，率軍作戰。

### 唐朝時期
唐朝（618年－907年）時，唐高祖李淵入關後，設有左右元帥。唐代有元帥，副元帥等戰時統帥。元帥常以皇子或親王擔任，副元帥常以有威望的大臣擔任。唐太宗李世民在繼承皇位以前曾擔任過“西討元帥”。

### 北宋時期
北宋時（960年—1127年）時靖康年間（1126年－1127年），以康王趙構為天下兵馬大元帥以拒金兵；金侵宋時亦設都元帥，左右副元帥，多由親王任職，權極重，非定職。

### 元朝時期
元朝（1260年或1271年－1368年）時外省和邊疆常設有都元帥，元帥府或分元帥府及置達魯花赤，元帥等，為地區軍事長官。元末地主武裝首領多稱元帥。

### 明朝時期
元末明初朱元璋為吳國公時設諸翼元帥府，任命元帥，同知元帥等官職，統軍征戰，但在至正二十四年罷除諸翼元帥府。

## 西方國家
部分國家設置元帥一職，通常只設一級：如英國，法國；美國的五星上將也可視為元帥；個別國家設有兩級（如中華人民共和國1955年軍銜曾設中華人民共和國大元帥（設而未授）和中華人民共和國元帥；納粹德國設帝國元帥和軍種元帥），三級（朝鮮民主主義人民共和國設有大元帥，元帥和次帥）甚至四級（前蘇聯設有蘇聯大元帥，蘇聯元帥/蘇聯海軍元帥，兵種主帥和兵種元帥/大將）。
英文裡，陆军以及衍生出来的军种的元帅称为Field Marshal或Marshal，英国海军元帅称为Admiral of the Fleet，英国空军元帅则称为Marshal of the Royal Air Force。

## 緬甸
大將（緬甸語：ဗိုလ်ချုပ်မှူးကြီး），缅甸最高军衔，大將等於元帅。 1990年3月18日，苏貌上將軍直接晉升為大將。

## 各国（大）元帅統計
- 蘇聯、俄羅斯：共116人（苏联大元帅1人，苏联元帅40人，苏联海军元帅3人，空军主帅7人，炮兵主帅4人，装甲兵主帅2人，海军元帅9人，空军元帅25人，炮兵元帅10人，装甲兵元帅5人，工程兵元帅6人，通信兵元帅4人）；
- 美国：五星上將共9人（陆军4人，海军4人，空军1人）；
- 中華人民共和國：共10人：朱德、彭德怀、林彪、刘伯承、贺龙、陈毅、罗荣桓、徐向前、聂荣臻、叶剑英（均为元帅；另设有大元帅军衔设而未授，后废止）；
- 中華民國：共1人：蔣中正（特級上將）；
- 英国：共74人：（陆军34人，海军21人，空军19人）；
- 纳粹德国：共27人：帝国元帅1人（赫爾曼·戈林），陆军元帅19人，海军元帅2人，空军元帅5人；
- 大日本帝国：共31人：（陆军18人，海军13人）；
- 越南共和國：共1人：黎文巳；
- 高棉共和国：共1人：朗诺；
- 柬埔寨：五星上將共4人：諾羅敦·拉那烈、韓桑林、謝辛、洪森；
- 蒙古人民共和国：共4人：達木丁·蘇赫巴托爾（1945年追授為大元帥）、格勒格道爾吉·德米德、喬巴山、尤睦佳·澤登巴爾；
- ：共36人：大元帅2人，共和国元帅2人，人民军元帅7人，次帅25人；
- 緬甸：共3人：苏貌、丹瑞、敏昂來（緬甸大将（英语：Senior general (Myanmar)））；
- 伊拉克：共6人：費薩爾一世、加齊·伊本·費薩爾、阿布杜勒·伊拉、費薩爾二世、阿卜杜塞拉姆·阿里夫、薩達姆·侯賽因；
- 敘利亞：共2人：胡斯尼·扎姆（英语：Husni al-Za'im）、巴沙爾·阿薩德；
- 葉門：共1人：阿里·阿卜杜拉·萨利赫；
- 蘇丹：共1人：奧馬爾·巴希爾；
- 印度：共3人：薩姆·馬內克肖、科丹德拉·馬達帕·卡里亞帕、阿爾瓊·辛格（印度陸軍元帥）；
- 巴基斯坦：共1人：阿尤布·汗
- 玻利维亚：共4人：安德烈斯·德·桑塔·克鲁斯（Marshal of Zepita）、伯纳蒂诺·毕尔巴鄂·里奥哈（英语：Bernardino Bilbao Rioja）（Marshal of Kilometer 7）、何塞·巴利维安（Marshal of Ingavi）、奥托·菲利普·布朗（英语：Otto Philipp Braun）（Marshal of Montenegro）；
- 巴西： 巴西帝国元帅（英语：Marshal (Brazil)）7人，巴西共和国元帅（英语：Marshal (Brazil)）66人；
- 德国：见德国元帅；
- 法国：见法国元帅（包括帝国元帅）；
- 意大利：见義大利陸軍元帥；
- 葡萄牙：见葡萄牙元帥列表（英语：List of Marshals of Portugal）；
- 巴拉圭：弗朗西斯科·索拉諾·洛佩斯、何塞·費利克斯·埃斯蒂加里維亞；
- 秘鲁：见秘鲁元帅（英语：Marshal of Peru）；
- 波兰：波兰元帅6人：费迪南·福煦、约瑟夫·毕苏斯基、愛德華·雷茲-希米格維、米哈乌·罗拉-日梅尔斯基、康斯坦丁·康斯坦丁諾維奇·羅科索夫斯基、馬里安·斯彼哈爾斯基；
- 罗马尼亚：见罗马尼亚元帅（英语：Mareșal (Romania)）；
- 委内瑞拉：共1人：安東尼奧·何塞·蘇克雷；
- 芬兰：共1人：卡尔·古斯塔夫·埃米尔·曼纳海姆；
- 南斯拉夫：共3人：亞歷山大一世、彼得二世、约瑟普·布罗兹·铁托；
- 阿爾巴尼亞：共1人：索古一世；
- 白俄羅斯：共1人：亚历山大·卢卡申科；
- 克羅埃西亞：共1人：弗拉尼奥·图季曼；
- 泰国：共4人：銮披汶·颂堪、沙立·他那叻、他侬·吉滴卡宗、巴博·乍鲁沙天（英语：Praphas Charusathien）；
- 土耳其：共2人：凱末爾、費夫齊·恰克馬克；
- 土库曼斯坦：共1人：萨帕尔穆拉特·尼亚佐夫（本人不接受，故設而未授）；
- 賴比瑞亞：共1人：塞繆爾·多伊；
- 烏干達：共1人：伊迪·阿敏；
- 中非：共1人：让-贝德尔·博卡萨；
- 扎伊尔：共1人：蒙博托·塞塞·塞科；
- 迦納：共1人：克瓦米·恩克鲁玛；
- 查德：共1人：伊德里斯·德比（2020年授予）；

### 一戰最終擔任協約國戰區盟軍最高統帥的元帥（共1人）

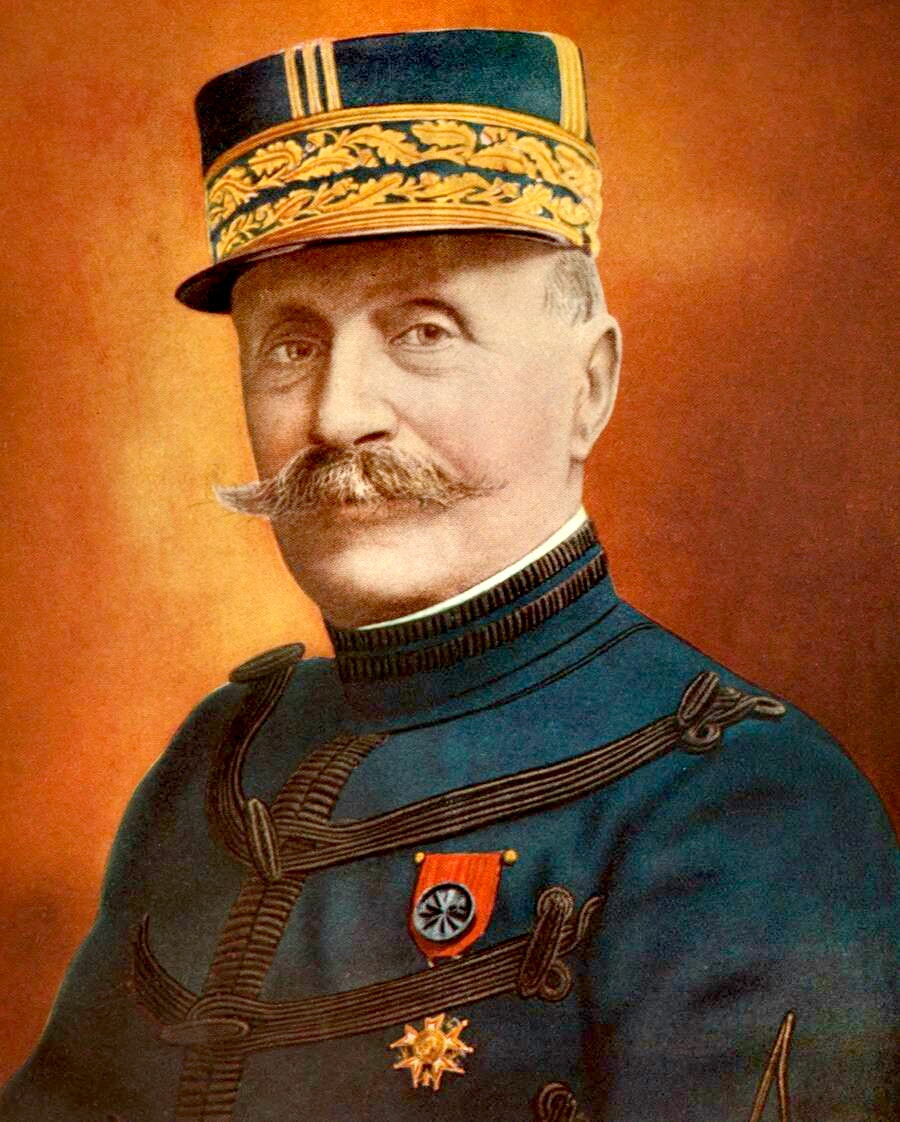
法國陸軍元帥福煦

### 二戰最終擔任同盟國戰區盟軍最高統帥的元帥（共7人）

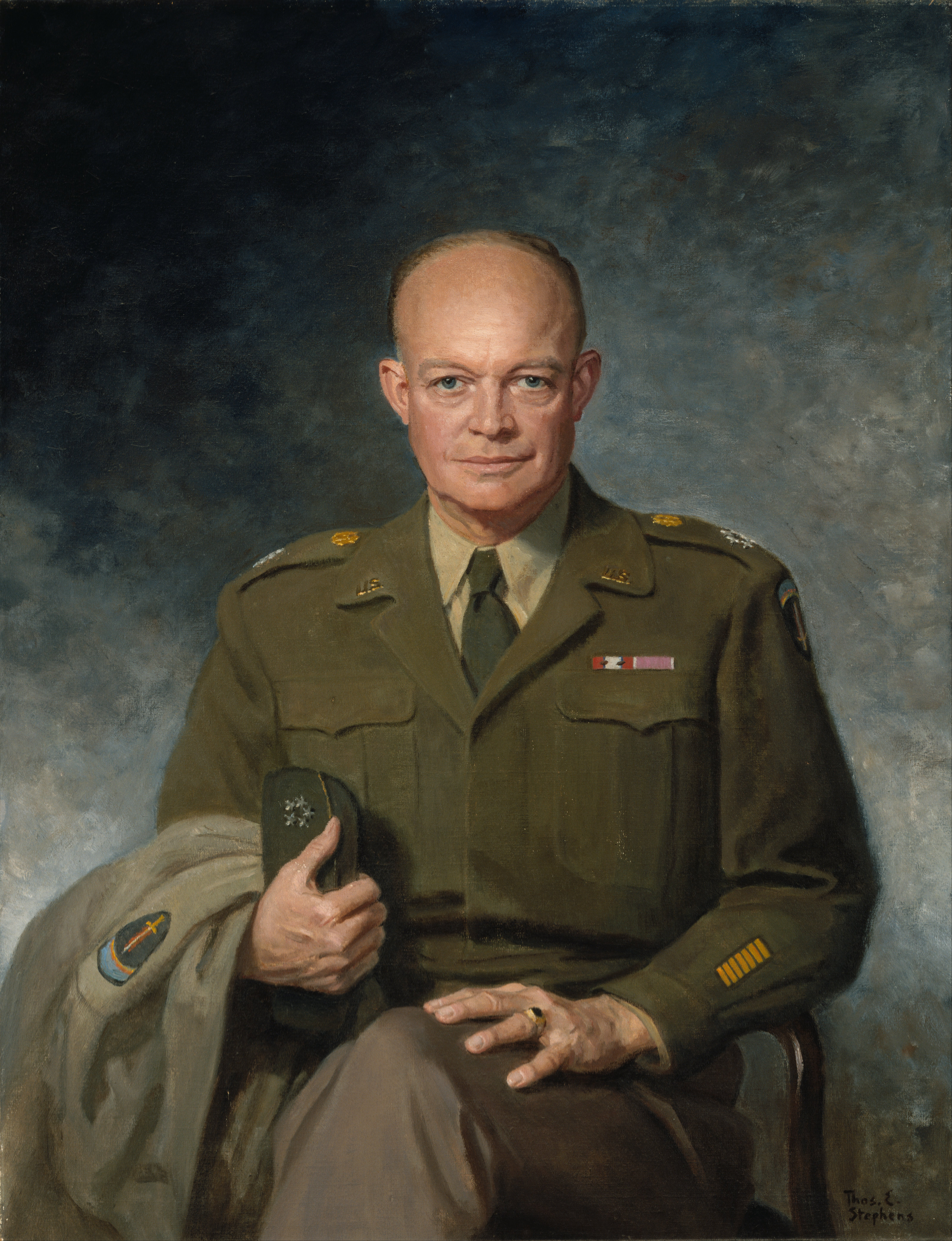
歐洲戰區——美國陸軍五星上將艾森豪威尔
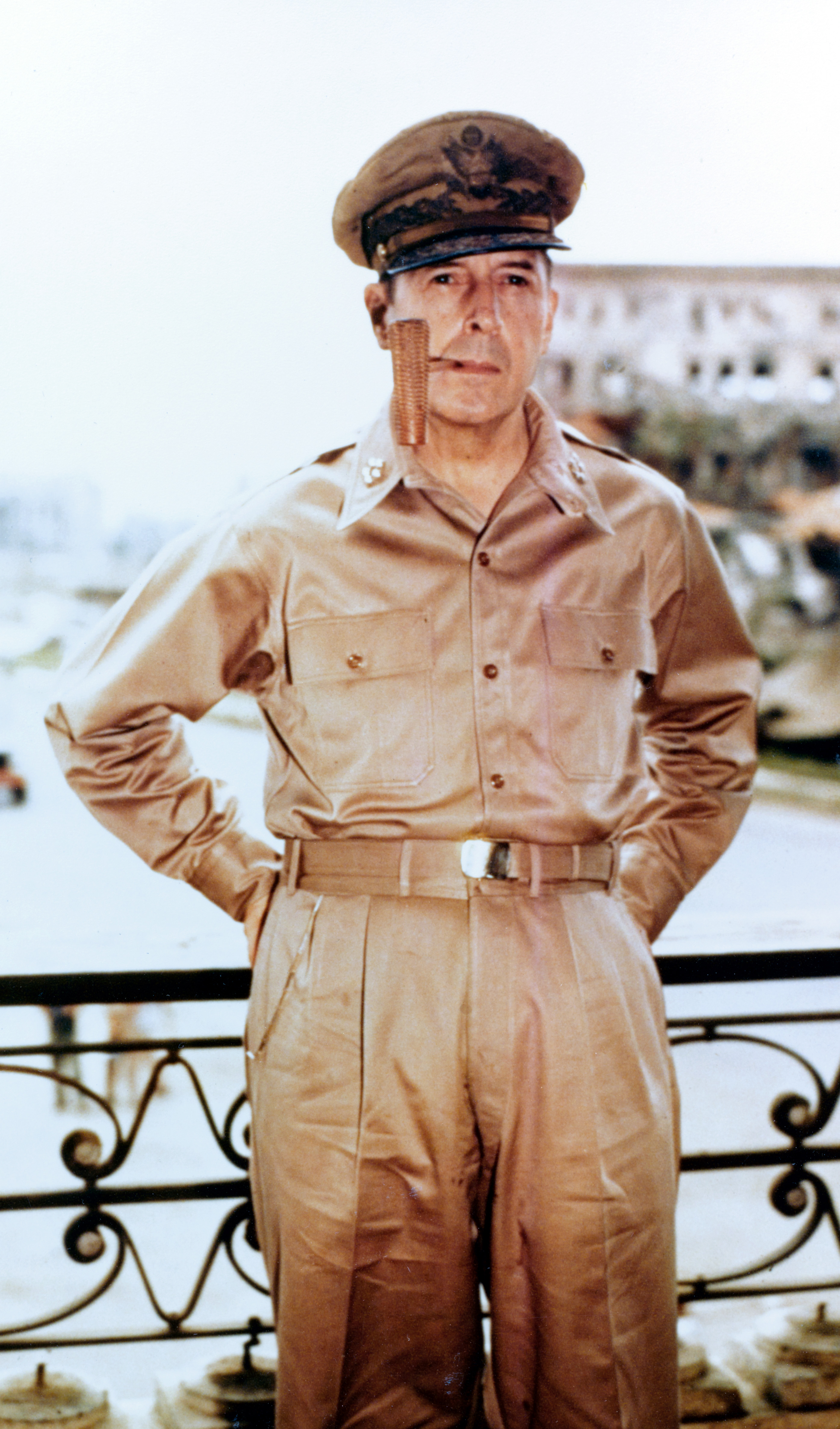
西南太平洋戰區——美國陸軍五星上將麥克阿瑟
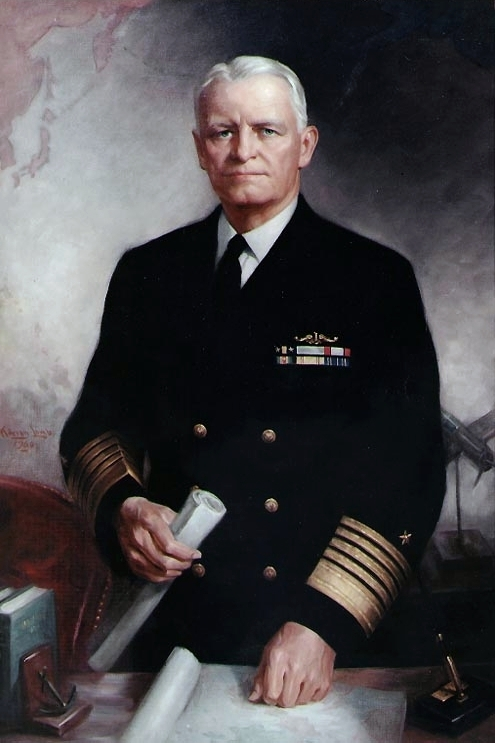
太平洋戰區——美國海軍五星上將尼米茲
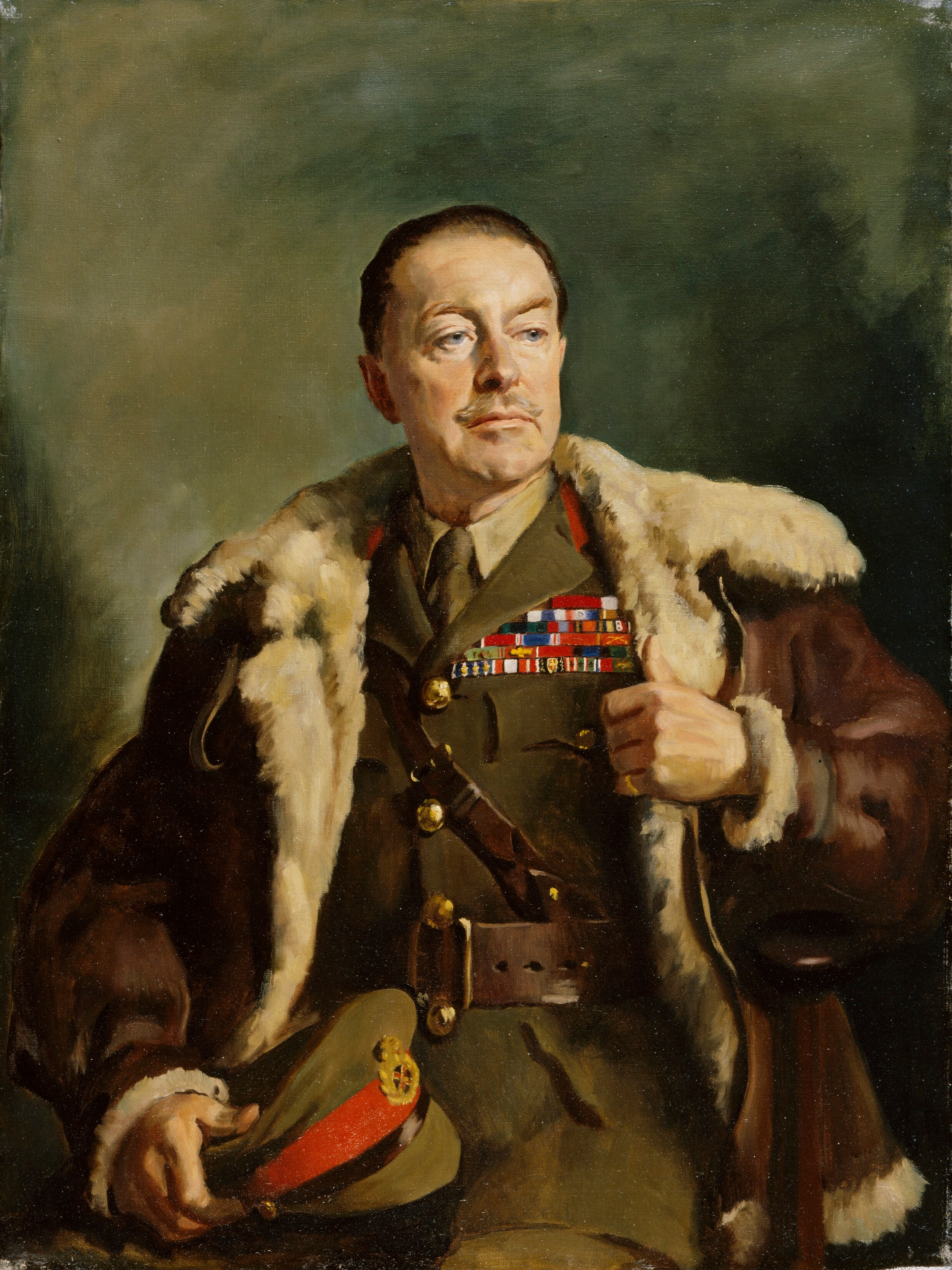
地中海與北非戰區——英國陸軍元帥哈罗德·亚历山大
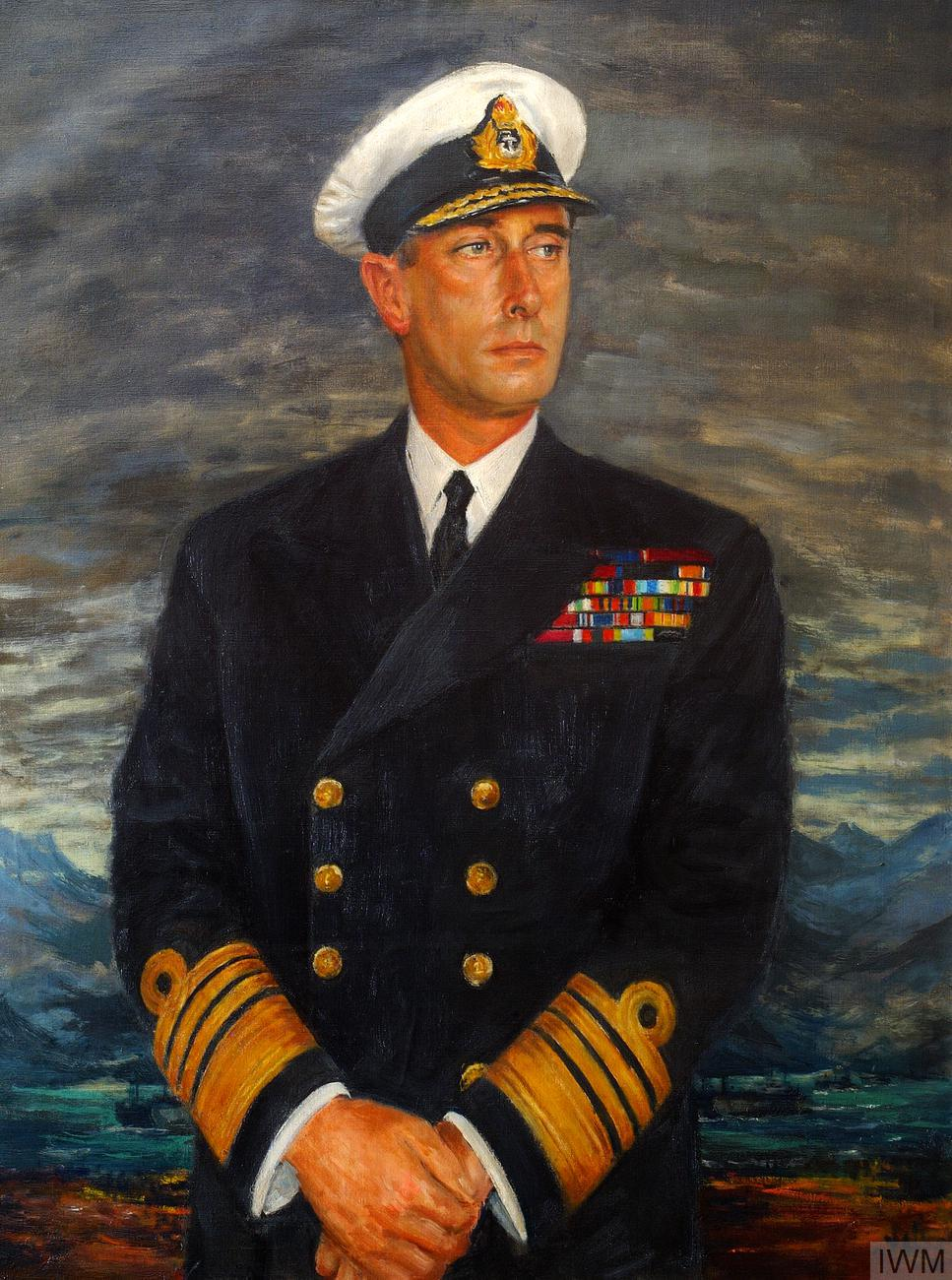
東南亞戰區——英國海軍元帥路易·蒙巴顿
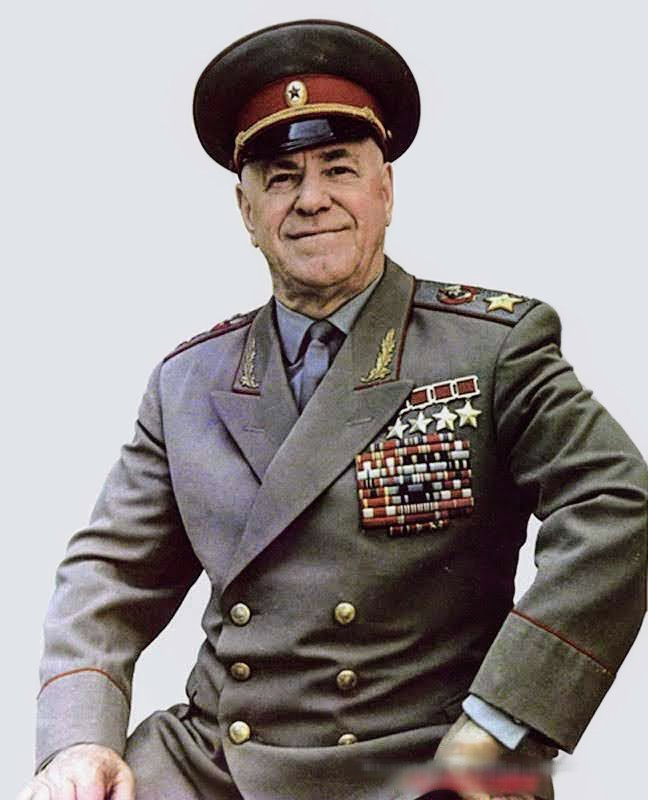
東線戰區——蘇聯元帥朱可夫
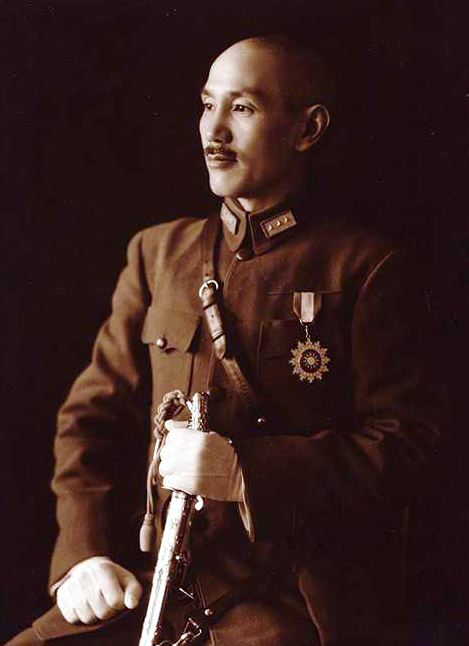
中緬印戰區——中華民國特級上將蔣中正

## 肩章

苏联元帅肩章
蘇聯海軍元帥肩章
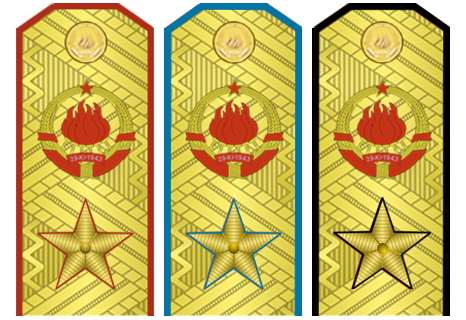
南斯拉夫三军元帅肩章
中華民國特級上將肩章
中华人民共和国元帅肩章